# Nikiforos Diamandouros
Nikiforos P. Diamandouros,  grški akademik, bivši evropski varuh človekovih pravic, * 25. junij 1942, Atene, Grčija.
Rojen 25. junija v Atenah v Grčiji. Diplomiral je na Univerzi v Indiani, magisterij in doktorat iz filozofije pa je dokončal na univerzi Columbia. Med letoma 1980 in 1983 je deloval kot direktor za razvoj na Atenskem kolidžu. Nato je bil do leta 1988 programski direktor za Zahodno Evropo in Bližnji vzhod Sveta za raziskovanje družboslovja v New Yorku. Do leta 1991 je bil zaposlen tudi kot direktor grškega instituta za mednarodne in strateške študije v Atenah. Med letoma 1995 in 1998 je služil kot direktor in predsednik Grškega nacionalnega raziskovalnega centra za družboslovje.
Do leta 2003 je bil prvi grški varuh človekovih pravic, od leta 2003 pa do leta 2013 je deloval kot evropski varuh človekovih pravic.